# Gilbert Baumet
Gilbert Baumet (* 5. Februar 1943 in Pont-Saint-Esprit) ist ein ehemaliger französischer Politiker. Er war von 1980 bis 1992 Mitglied des Senats und von 1993 bis 1997 Mitglied der Nationalversammlung.
Baumet wurde 1971 zum Bürgermeister von Pont-Saint-Esprit gewählt. 1980 wurde er Senator für das Département Gard. Im Senat gehörte er der Kommission für soziale Angelegenheiten an. Er wurde 1989 wiedergewählt, trat aber 1992 zurück. Von 1993 bis 1997 saß er in der Nationalversammlung. Baumet war ein parteiloser Politiker und gehörte als Abgeordneter verschiedenen Fraktionen an. 1994 war er Ziel zweier Attentate. Bei dem ersten Attentat im Juni blieb er unverletzt, beim zweiten im September erlitt er Schussverletzungen. Am 4. September 2009 musste Baumet aufgrund des hohen öffentlichen Drucks vom Amt des Bürgermeisters zurücktreten, da man ihn für ein Defizit von 13 Millionen Euro verantwortlich gemacht hatte.